# Институт Линкольна (Кентукки)
Институт Линкольна (англ. Lincoln Institute) — бывшая средняя школа-интернат для афроамериканцев в округе Шелби (штат Кентукки, США), которая работала с 1912 по 1966 годы.
Школа была создана попечителями колледжа Берия после того, как в 1904 году Генеральная Ассамблея штата Кентукки приняла Закон Дэя. Он положил конец расово смешанному образованию в колледже Берия, которое продолжалось с конца Гражданской войны. Основатели школы выбрали имя Линкольна, когда поняли, что в штате Кентукки нет учебного заведения, названного в честь президента.
Изначально основатели планировали сделать Линкольн колледжем и старшей школой, но к 1930-м годам он отказался от функции младшего колледжа (техникума). Учебное заведение предлагало как профессиональное образование, так и стандартные уроки средней школы. В том числе, студенты выращивали продукты питания на 180 га территории кампуса.
Рост интегрированного образования в результате движения за гражданские права снизил потребность в общеобразовательных средних школах, подобных институту Линкольна, и в 1966 году Институт Линкольна закрылся.
С 1966 по 1970 год на территории кампуса работала школа Линкольна для одарённых, но обездоленных детей, которую возглавлял бывший учитель естественных наук Сэмюэль Робинсон. С 1972 года старый кампус Линкольна используется как Центр трудоустройства Министерства труда США имени Уитни М. Янга-младшего. Центр был открыт в 1972 году и назван в честь лидера движения за гражданские права, и выпускника Института Линкольна. Центр предоставляет студентам академическую и карьерную подготовку. Центр управляется в рамках программ Корпуса занятости Филадельфийского региона.
Уитни Мур Янг-младший был видным лидером движения за гражданские права и директором Национальной городской лиги с 1961 по 1971 годы. Он родился в кампусе института Линкольна в 1921 году, когда его отец, Уитни Янг-старший, был президентом института, и впоследствии стал его выпускником.
На территории кампуса также расположен музей Уитни Янга, который является Национальным историческим памятником, и рассказывает об истории института Линкольна и Уитни Янга-младшего. Неподалеку от входа в кампус находится мемориальная доска, посвященная массовому убийству 22 чёрных кавалеристов США партизанами Конфедерации во время Гражданской войны в США.
Сегодня Фонд Линкольна, который был основан вместе со школой, продолжает работу института Линкольна, предоставляя образовательные программы для малообеспеченной молодежи в районе Луисвилла и сохраняя историческое наследие института Линкольна.
27 декабря 1988 года Берия-Холл, главное административное и учебное здание Института Линкольна, было включено в Национальный реестр исторических мест США.